# Großes Toggenburghaus

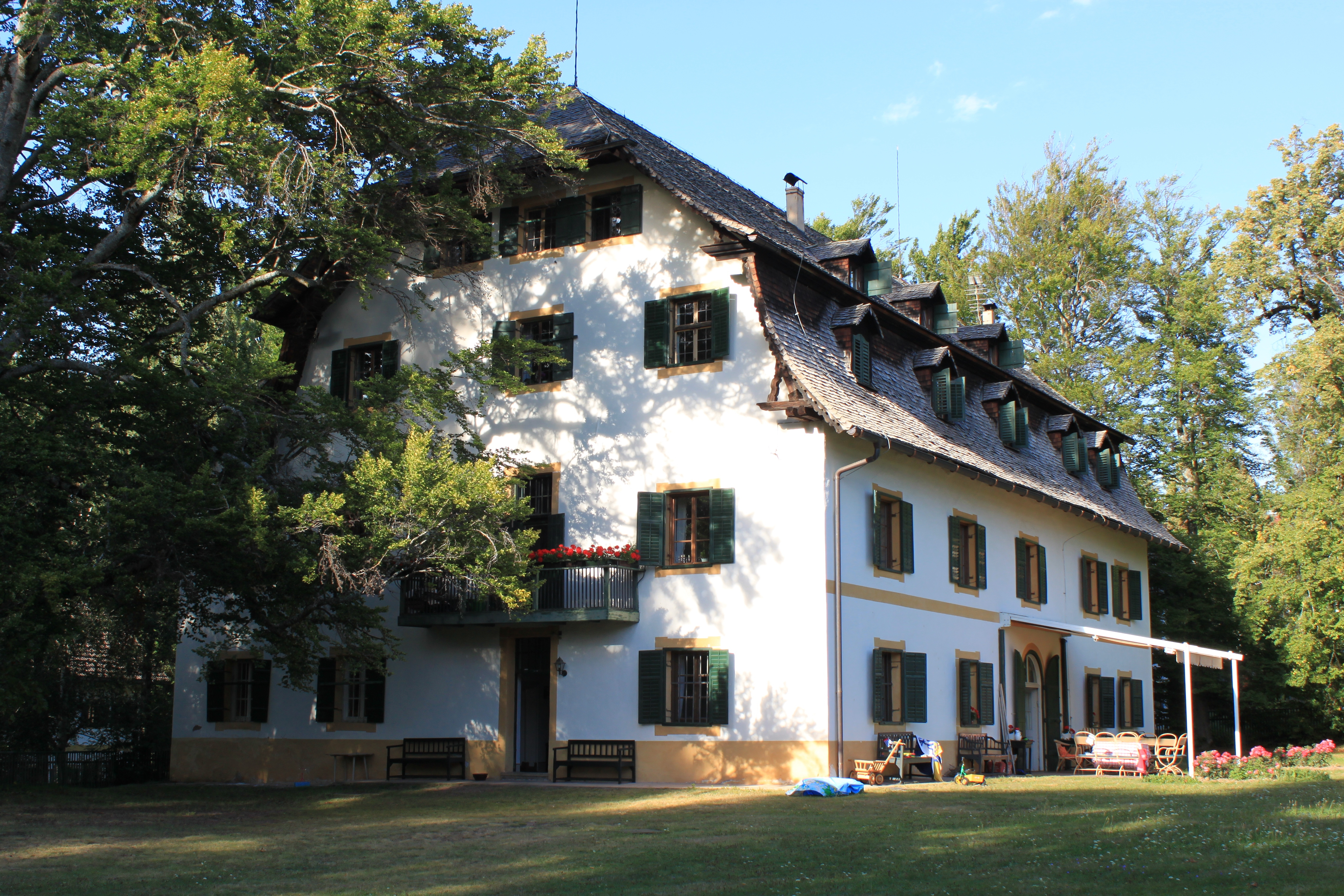
Großes Toggenburghaus

Das Große Toggenburghaus (vormals Gumer bzw. Gumer'sches Sommerfrischhaus) in Maria Himmelfahrt, einem zu Oberbozen gerechneten Weiler der Gemeinde Ritten in Südtirol, ist ein geschütztes Baudenkmal.

## Geschichte
Das Große Toggenburghaus wurde im 18. Jahrhundert von der Bozner Kaufmannsfamilie Gumer erbaut, die es als Sommerfrischhaus nutzten. Der Bürgermeister und Gründer der ersten Bozner Freimaurerloge Franz von Gumer (1731–1794) verbrachte die Sommermonate in dem Haus und nutzte es auch als Jagddomizil. In einem Raum befindet sich ein Wandbild von Martin Knoller (1725–1804), das ihn sitzend nach der Jagd mit Gewehr und erbeutetem Jagdwild zeigt. Des Weiteren richtete Gumer dort ein Freimaurerzimmer ein. Nachdem sein Handelsunternehmen 1799 bankrottgegangen war, kauften das Anwesen die Brüder Joseph und Philipp von Gumer, welche 1817 ebenfalls zahlungsunfähig wurden. Deren Nichte Annette von Menz (1796–1869), deren Mutter eine geb. von Gumer war, vererbte es schließlich an ihre Tochter Virginie geb. Gräfin von Sarnthein (1833–1905), die Georg Otto Ritter von Toggenburg-Sargans (1810–1883) heiratete. Letzterer Familie verdankt das Große und Kleine Toggenburghaus seinen heutigen Namen. Am 11. Januar 1983 erfolgte die Unterschutzstellung von Seiten des Südtiroler Landesdenkmalamtes. Die Toggenburghäuser sind bis heute im Eigentum der gräflichen Familie von Toggenburg.  

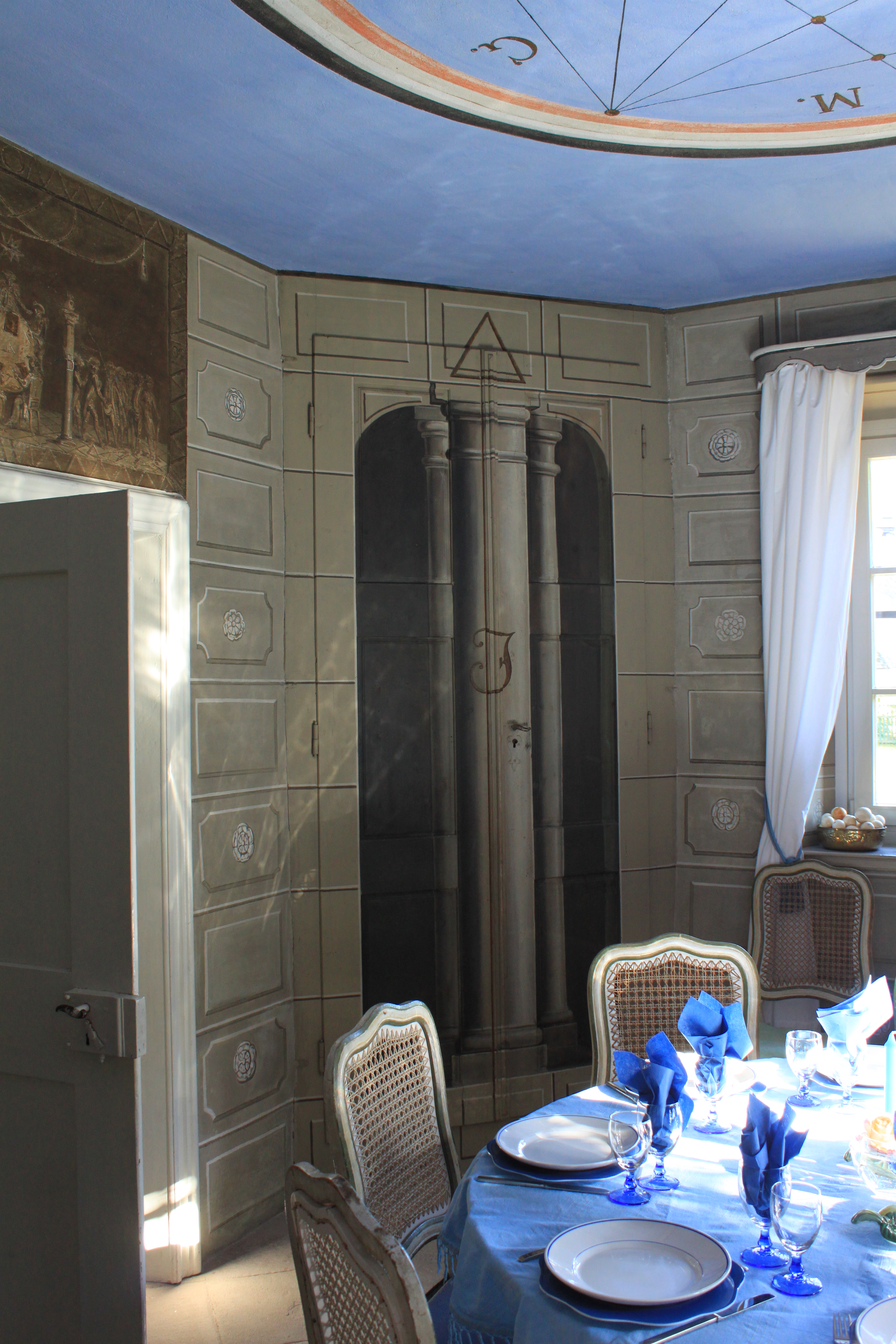
Freimaurerzimmer im Toggenburghaus
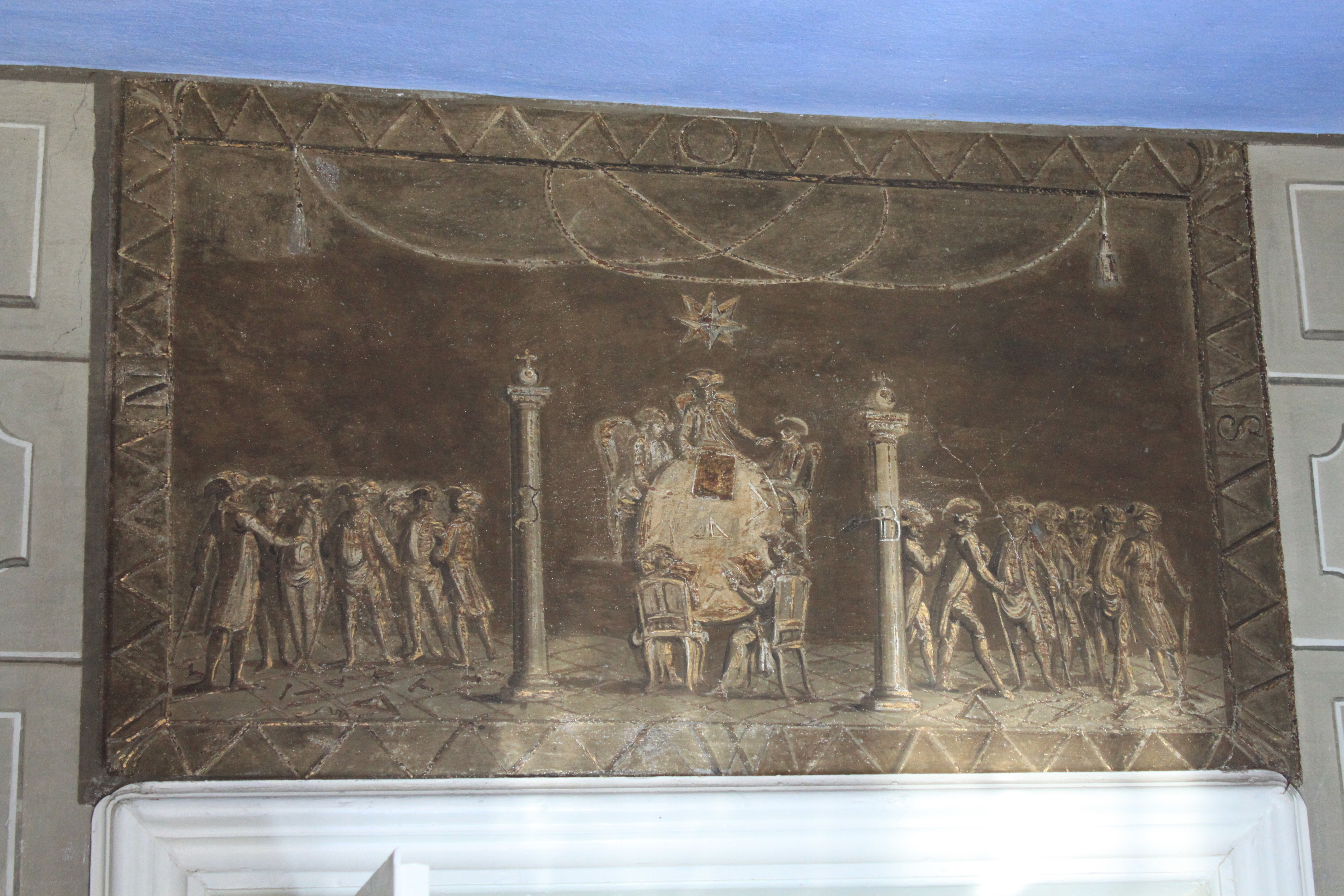
Wandbild mit einer Freimaurerszene
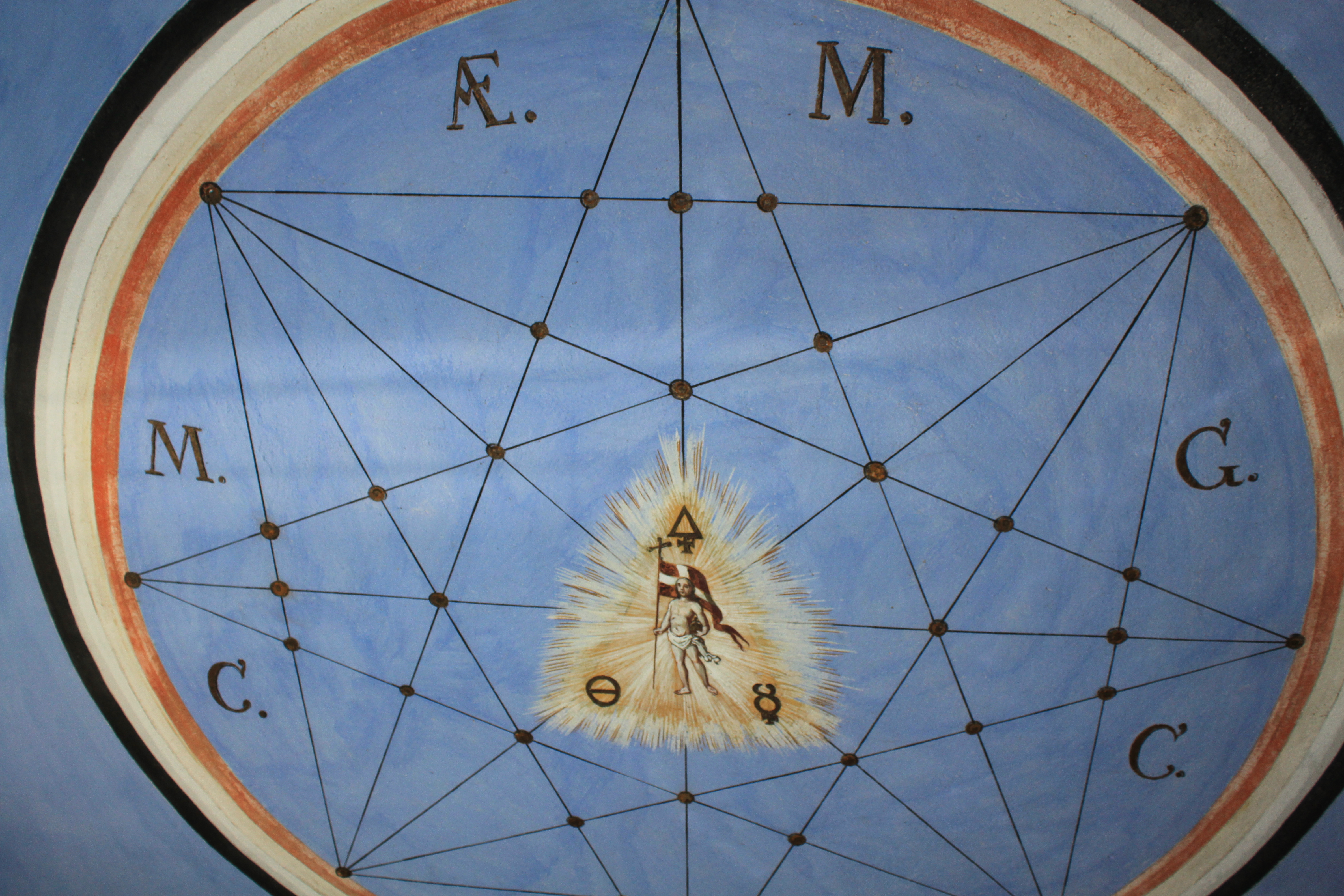
Deckengemälde mit Freimaurersymbolen
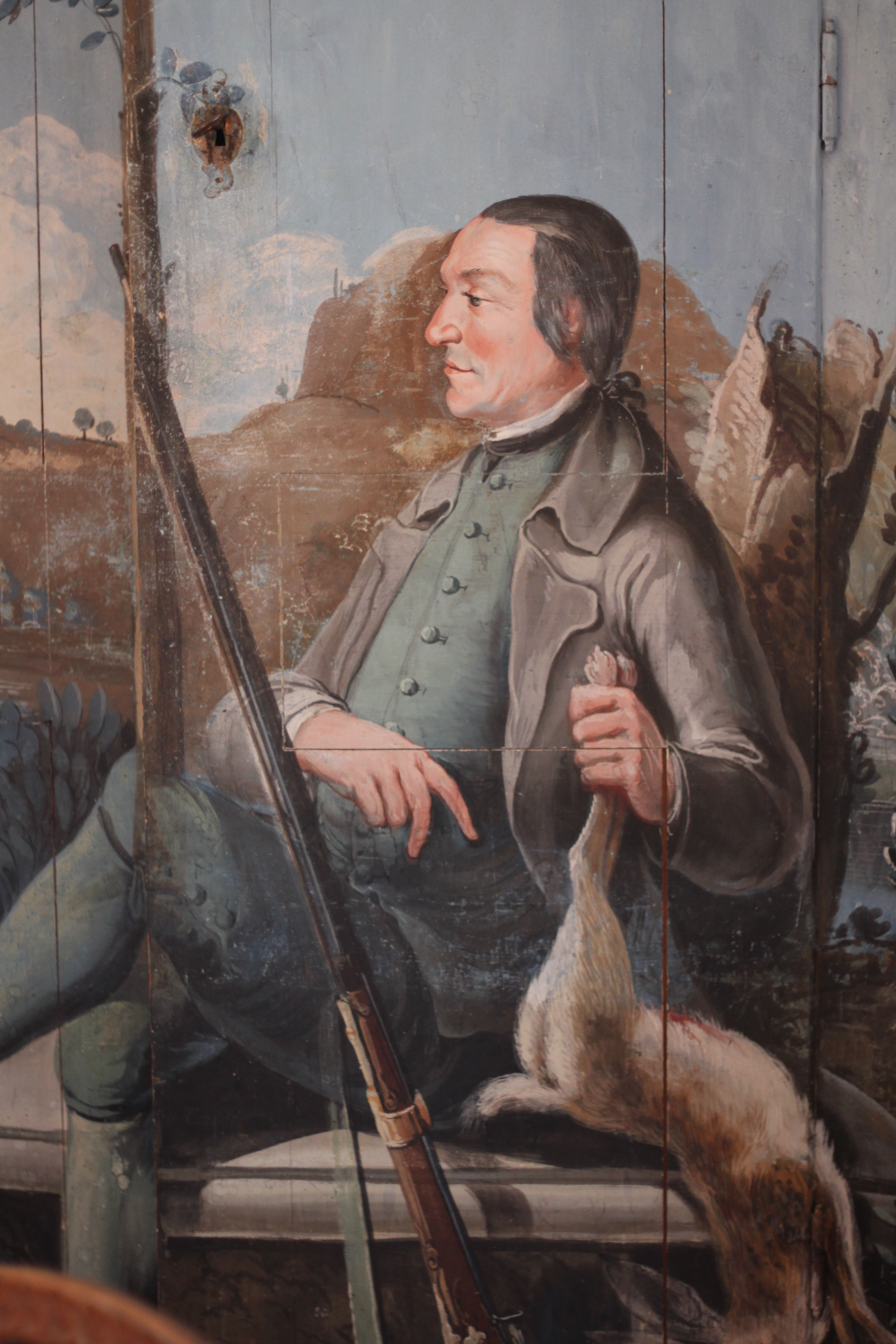
Wandbild Franz von Gumer nach der Jagd